# 瓦岗镇 (雷波县)
瓦岗镇，原为咪姑乡，是中华人民共和国四川省凉山彝族自治州雷波县下辖的一个乡镇级行政单位。2020年6月，撤销咪姑乡、雷池乡和一车乡，设立瓦岗镇，以原咪姑乡、原雷池乡和原一车乡马尔洪村所属行政区域为瓦岗镇的行政区域。

## 行政区划
瓦岗镇下辖以下地区：
咪姑村、普芦甲谷村、米丰村、瓦曲拖村、龙丰村和洛嘎阿则村。